# Richard E. Taylor
Richard Edward Taylor (2 tháng 11 năm 1929 – 22 tháng 2 năm 2018) là một nhà vật lý người Canada, đã đoạt giải Nobel Vật lý năm 1990 chung với Jerome Friedman và Henry Kendall "cho công trình nghiên cứu tiên phong của họ về tán xạ phi đàn hồi sâu của các electron trên các proton và neutron liên kết, là công trình có tầm quan trọng thiết yếu cho sự phát triển của mô hình quark trong ngành vật lý hạt".

## Cuộc đời và Sự nghiệp
Sau khi tốt nghiệp trung học ở địa phương, Taylor đã vào học ở Đại học Alberta tại Edmonton, Canada, đậu bằng cử nhân khoa học năm 1950 và bằng thạc sĩ khoa học năm 1952.
Do mới kết hôn, ông xin làm việc ở "Phòng thí nghiệm Vật lý Năng lượng cao" ở Đại học Stanford, để thi bằng tiến sĩ. Luận án tiến sĩ của ông căn cứ trên một thí nghiệm sử dụng các tia γ phân cực để nghiên cứu việc sản xuất π-meson. 
Sau 3 năm làm việc ở École Normale Supérieure tại Paris và 1 năm ở Phòng thí nghiệm Lawrence Berkeley tại California, Taylor trở lại Đại học Stanford. Lúc này, việc xây dựng "Stanford Linear Accelerator Center" (Trung tâm máy gia tốc theo đường thẳng ở Đại học Stanford nay là SLAC National Accelerator Laboratory) được bắt đầu. Taylor cộng tác với các nhà nghiên cứu của Học viện Công nghệ California và Học viện Công nghệ Massachusetts làm việc thiết kế và xây dựng các thiết bị, đồng thời tiến hành nhiều thí nghiệm.
Các thí nghiệm thực hiện ở Trung tâm máy gia tốc theo đường thẳng ở Stanford trong cuối thập niên 1960 và đầu thập niện 1970 gồm việc phát tán các chùm năng lượng cao của electron từ các proton và deuteron cùng các hạt nhân nguyên tử nặng. Ở mức năng lượng thấp hơn, người ta đã thấy rằng các điện tử sẽ chỉ được phát tán thông qua các góc độ thấp, phù hợp với ý tưởng cho rằng các nucleon không có cấu trúc bên trong. Tuy nhiên, các thí nghiệm ở Trung tâm máy gia tốc theo đường thẳng ở Stanford và ở Học viện Công nghệ Massachusetts chỉ cho thấy là các điện tử năng lượng cao hơn có thể được phát tán thông qua các góc cao hơn nhiều với sự mất mát của một số năng lượng. Những kết quả phát tán sâu không đàn hồi này đã cung cấp bằng chứng thực nghiệm đầu tiên là các proton và neutron đã được làm bằng các hạt giống như dấu chấm, sau này được xác định là các hạt quark lên và xuống mà trước đó đã được đề xuất dựa trên nền tảng lý thuyết. Các thí nghiệm trên cũng đưa ra bằng chứng đầu tiên cho sự tồn tại của các gluon. Taylor, Friedman và Kendall đã được trao chung Giải Nobel Vật lý năm 1990 cho công trình phát hiện này.
Sinh thời, ông là giáo sư danh dự (professor emeritus) ở Đại học Stanford.

## Giải thưởng và Vinh dự
- Alexander von Humboldt Senior Scientist Award, 1982.[4]
- Giải Panofsky, 1989.
- Giải Nobel Vật lý, 1990.
- Thành viên, Quỹ Guggenheim, 1971 – 1972.
- Hội viên, Hội Vật lý Hoa Kỳ.
- Hội viên, Hiệp hội thăng tiến Khoa học Hoa Kỳ.
- Hội viên, Hội hoàng gia Canada.
- Hội viên, Hội hoàng gia Luân Đôn.
- Viện sĩ, Viện Hàn lâm Khoa học và Nghệ thuật Hoa Kỳ.
- Hội viên, Hiệp hội các nhà vật lý Canada.
- Viện sĩ thông tấn, Viện Hàn lâm Khoa học quốc gia Hoa Kỳ.
- Huân chương Canada, 2005.

## Xuất bản phẩm
- Taylor, R. E. "Nucleon Form Factors above 6 GeV", Stanford Linear Accelerator Center (SLAC), United States Department of Energy (through predecessor agency the Atomic Energy Commission), (Sept. 1967).
- Taylor, R. E. "The Discovery of the Point Like Structure of Matter", Stanford Linear Accelerator Center (SLAC), United States Department of Energy—Office of Energy Research, (Sept. 2000).